# Sainte-Eulalie, Aude
Sainte-Eulalie là một xã của Pháp, nằm ở tỉnh Aude trong vùng Occitanie.
Người dân địa phương trong tiếng Pháp gọi là Sainte-Eulaliens.

## Hành chính
| Danh sách các xã trưởng                |           |                   |      |         |
| Giai đoạn                              | Giai đoạn | Tên               | Đảng | Tư cách |
| tháng 3 năm 2001                       | 2008      | Jean-Paul Pouzens |      |         |
| Tất cả các dữ liệu trước đây không rõ. |           |                   |      |         |

## Thông tin nhân khẩu
| 1793 | 1800 | 1806 | 1821 | 1831 | 1836 | 1841 | 1846 | 1851 |
| ---- | ---- | ---- | ---- | ---- | ---- | ---- | ---- | ---- |
| 466  | 459  | 464  | 428  | 462  | 440  | 420  | 419  | 486  |

| 1856 | 1861 | 1866 | 1872 | 1876 | 1881 | 1886 | 1891 | 1896 |
| ---- | ---- | ---- | ---- | ---- | ---- | ---- | ---- | ---- |
| 488  | 426  | 389  | 361  | 361  | 354  | 417  | 362  | 388  |

| 1901 | 1906 | 1911 | 1921 | 1926 | 1931 | 1936 | 1946 | 1954 |
| ---- | ---- | ---- | ---- | ---- | ---- | ---- | ---- | ---- |
| 428  | 441  | 376  | 400  | 383  | 370  | 407  | 353  | 344  |

| 1962                                         | 1968 | 1975 | 1982 | 1990 | 1999 | - | - | - |
| -------------------------------------------- | ---- | ---- | ---- | ---- | ---- | - | - | - |
| 346                                          | 352  | 258  | 300  | 342  | 406  | - | - | - |
| Số liệu kể từ 1962 : dân số không tính trùng |      |      |      |      |      |   |   |   |

Graphique d'évolution de la population 1794-1999